# 利島 (日本)

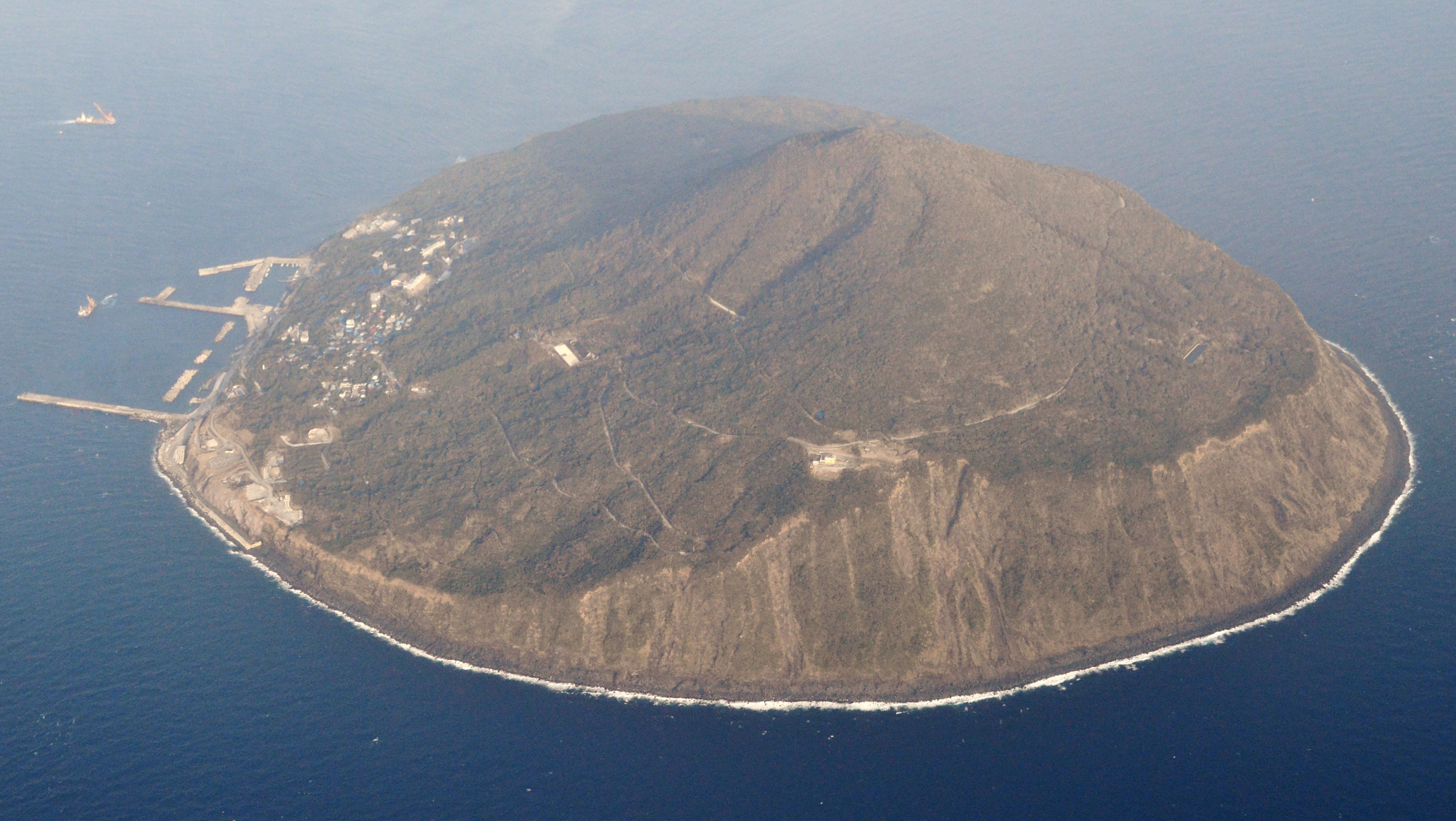
利島

利島（日语：としま）是日本伊豆群島的島嶼之一，在行政區劃上屬東京都利島村。該島距東京都心有144公里，位於伊豆大島南方27公里。面積4.12平方公里，周長7.7公里。利島是伊豆七島中面積最小的島嶼，是一個圓錐形的火山島。